# نودلز (موسیقی‌دان)
نودلز (انگلیسی: Noodles؛ زادهٔ ۴ فوریهٔ ۱۹۶۳) گیتارنواز اهل ایالات متحده آمریکا است.